# アドルフ・ヒトラーの死

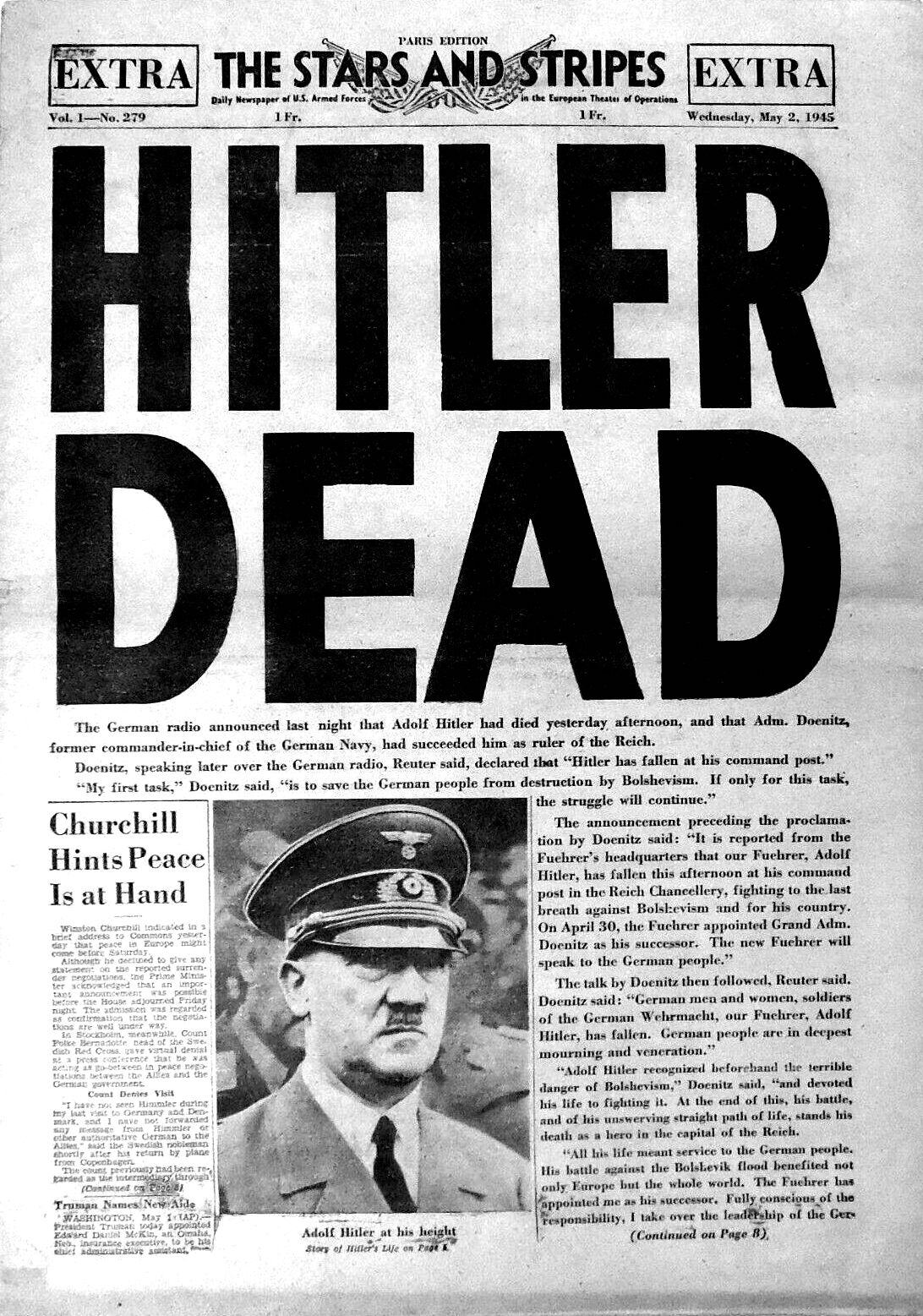
ヒトラーの死を伝える『星条旗新聞』パリ版号外（1945年5月2日付）

本項目では、第二次世界大戦末期の1945年4月30日、ナチス・ドイツ総統アドルフ・ヒトラーが、総統地下壕の一室で、夫人のエヴァ・ブラウンとともに自殺を遂げた経緯について記述する。
自殺の手段は、拳銃と劇薬であるシアン化物
を複合的に用いたものとされている。ヒトラーの生前の意向に従い、夫妻の死体はガソリンをかけて燃やされたが、その遺骸はベルリンを占領した赤軍により発見、回収された。ヒトラーの遺骸は秘密裏に埋められたが、1970年に掘り起こされ、完全に焼却されたあとにエルベ川に散骨された。これらの情報は、冷戦終結後の1992年に旧ソ連のKGBと後継組織であるロシアのFSBに保管されていた記録が公開されたことによって明らかになった。

## 過程
1945年初頭、ドイツは全ての戦線で完全に押し込まれ、敗戦は避けられない状況に陥っていた。東部戦線ではポーランド全土を占領した赤軍が、キュストリンとフランクフルト・アン・デア・オーデルの間を流れるオーデル川を渡って82km西方の首都ベルリンを攻略する準備を進めていた。西部戦線では2月、アルデンヌ攻勢を戦っていたドイツ軍が、連合軍に作戦開始地点より内側に押し戻され敗北、ダンケルク等ごく一部の港湾部を除いたフランスのほぼ全土からドイツ軍は駆逐され、連合軍はライン川西岸に達した。
アメリカ軍は3月7日にドイツ軍の反撃を退け、レマーゲン鉄橋を確保、初めてライン川を越えた。イギリス軍とカナダ軍もライン川を越え、ドイツの中心的工業地帯であるルール地方に侵入しつつあった。その南では、ロレーヌ地方を占領したアメリカ軍が、ライン川流域のマインツとマンハイムに向かって進撃を続けていた。イタリア戦線では、1945年春のアメリカ軍とイギリス連邦軍による攻勢の結果、ドイツ軍は北部に追い詰められた。軍事作戦と並行して、連合国は2月4日から11日にかけて首脳会談（ヤルタ会談）を実施し、ヨーロッパにおける戦争終結の形態を議論した。

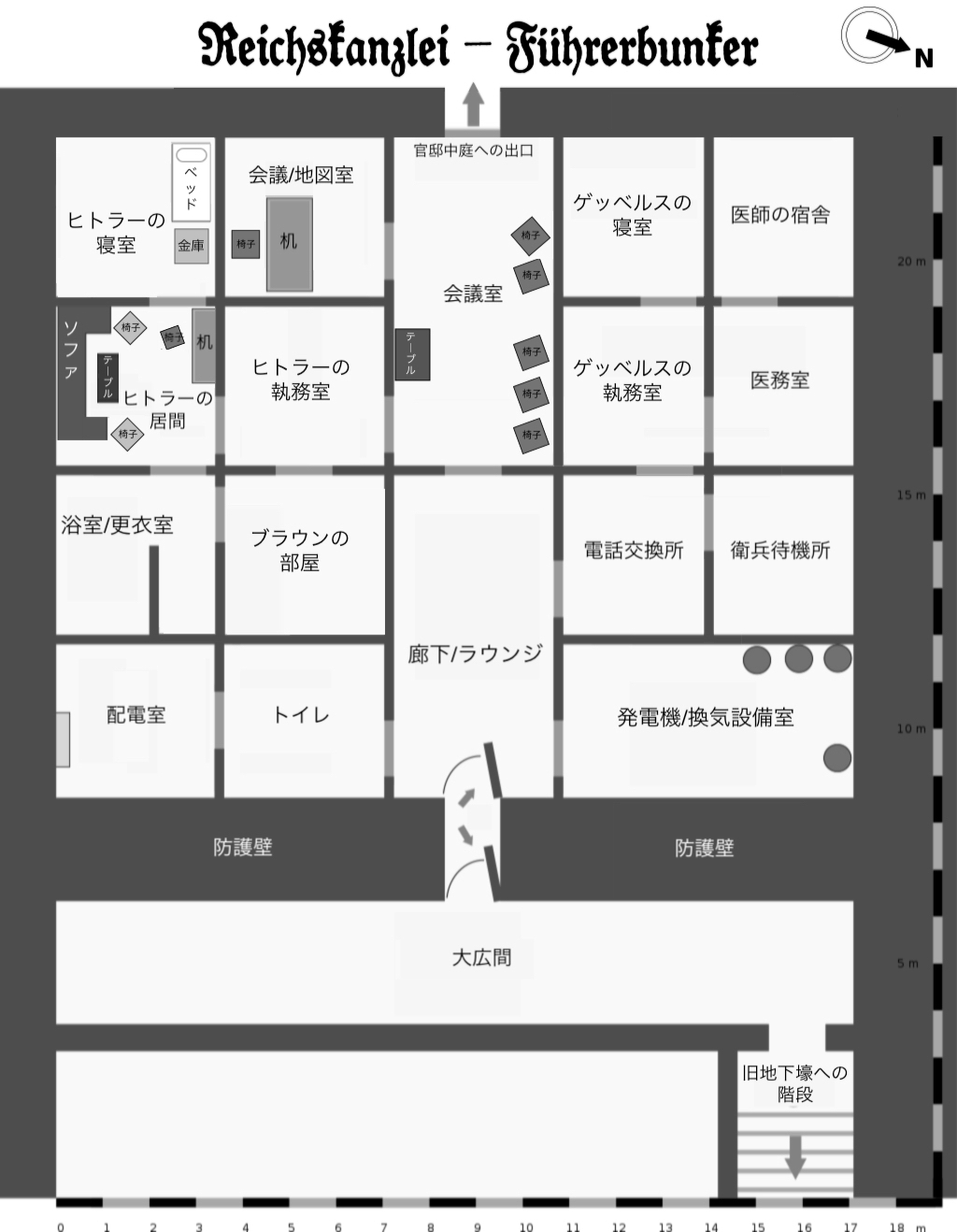
総統地下壕の模式図

戦況の悪化を受け、ヒトラーは1月16日から総統地下壕に居を移しており、以降ここから指揮統括を行っていた。ドイツ指導部は、ベルリンの戦いがヨーロッパ戦線における最後の戦いとなることを認識していた。3月中旬、ハンガリーの油田確保の名目で行われた春の目覚め作戦は、赤軍の反撃によりドイツ軍はオーストリアまで潰走、僅かに残った機甲戦力を使い果たし、大規模な反攻作戦はここに全て終わった。アメリカ軍は4月11日までに、ベルリンの西方100kmに位置するエルベ川を渡った。4月18日にはルール地方のB軍集団の32万5,000人もの将兵が降伏し、捕虜となった。これにより、アメリカ軍はベルリンに進撃することが可能となった。
東部戦線では4月16日、赤軍がオーデル川を渡り、ベルリンを守る最終防衛線であるゼーロウ高地を突破するための戦いを開始していた。4月19日までにドイツ軍はゼーロウ高地から全面撤退し、ベルリン東方の防衛線は消滅した。ヒトラー56歳の誕生日である4月20日、ベルリンが初めて赤軍による砲撃を受けた。4月21日の夜までには、郊外に赤軍の機甲部隊が到達した。側近や国防軍首脳の一部は、ヒトラーに南部のベルヒテスガーデンへの疎開を進言したが、彼はそれを拒否した。
4月22日午後の軍事情勢会議においてヒトラーは、フェリックス・シュタイナーSS大将率いる「シュタイナー軍集団」が、前日にヒトラーから与えられたベルリン救援のための攻撃命令を実行していないと知らされたことで、明らかな神経衰弱に陥った。ヒトラーは感情を抑えられなくなり、ドイツ軍司令官たちの不忠と無能さを怒りに任せて非難し、ついには戦争に敗北したことを初めて認めるに至った。さらに自分はあくまでもベルリンにとどまり、最後には銃で自決すると宣言した。
ヒトラーはその後、軍医であったヴェルナー・ハーゼSS中佐に、確実な自殺方法を教えてほしいと依頼した。ハーゼは「ピストルと毒」による自殺を提案し、シアン化物の服用と、頭に銃弾を撃ち込むことの併用を勧めた。ヒトラーが自殺を決めたことを知ったヘルマン・ゲーリング国家元帥は、自身を後継者に指名した1941年の総統布告に基づいて、国家指揮権を自身に移譲するよう求める電報をヒトラーに送った。この電報を受けた官房長のマルティン・ボルマンは、彼がクーデターを企てているとヒトラーに説き、彼もゲーリングの反逆を確信した。ヒトラーはゲーリングに返信し、全官職を辞さない限り処刑されることになると伝えた。同日、ヒトラーは彼をすべての官職から解任したうえで逮捕令を出した。
4月23日、赤軍がベルリン市内に突入した。ベルリンの外でも、4月25日にエルベ河畔のトルガウでアメリカ軍と赤軍が邂逅、東西の戦線が繋がった。4月27日の時点で、ベルリンはドイツのほかの地域から遮断されていた。防衛部隊との間の安定した無線通信も失われており、国防軍最高司令部（OKW）は気球を打ち上げての短波通信に頼らざるを得ず、総統地下壕の司令官は電話回線を用いて指示・命令を下すことを強いられていた。同様に、ニュースや情報の入手は公共のラジオ放送に頼らざるを得ない状況だった。4月28日、ロイター通信発のBBCのニュース報道が地下壕で傍受され、その内容のコピーがヒトラーのもとに届けられた。この報道で、親衛隊全国指導者ハインリヒ・ヒムラーが、西側連合国に対して独自に降伏を提案したが拒絶されたこと、ならびに彼が自らにドイツの降伏交渉を行う権限があると連合国側にほのめかしていたことが暴露された。ヒトラーはこれを自分に対する重大な反逆とみなし、同日の午後には抑えられない怒りと苦々しさから、ヒムラーに対する罵詈雑言を怒鳴り散らした。ヒトラーは直ちにヒムラーの逮捕令を出し、総統大本営における彼の連絡将校であったヘルマン・フェーゲラインSS中将を逮捕・銃殺刑に処した。
この時点で、赤軍はポツダム広場にまで進出しており、総統官邸への強襲が目前に迫っているという兆候が観察されていた。この危機的状況と、最後まで信じていたヒムラーと親衛隊にまで裏切られた形になった事に決定的な衝撃を受け、ヒトラーは人生の最期についていくつかの決定を下したと考えられる。ヒトラーはエヴァと結婚することを決め、4月28日の深夜、 2人は総統地下壕の地図室でささやかな人前結婚式を挙げた。結婚式のあと、ヒトラーは妻となったエヴァとともに簡素な結婚披露宴を催した。その後、個人秘書官のトラウデル・ユンゲを連れて別室に移動し、自身の遺言を口述したとアントニー・ビーヴァーは考察している。午前4時、ヒトラーは遺言の書類に署名し床に就いた。なお、記録によってはヒトラーが遺書を口述したのは結婚式の直前だということになっているが、いずれにしても、サインのタイミングについては一致している。結果的にヒトラーとエヴァが正式な夫婦として生活したのは、40時間に満たなかった。
4月29日、ヒトラーは同盟国イタリア社会共和国の指導者ベニート・ムッソリーニがパルチザンに捕らえられ処刑され、死体が逆さ吊りにされたことを知った。この出来事は、ヒトラーが遺言の中でも言及していた決意、つまり自分たちは死後に晒し者にはなりたくないという恐れをさらに強固にした可能性が高い。同日午後、ヒトラーはシアン化物カプセルが偽物ではないかと疑い始めた。カプセルの有効性を確かめるために、ヒトラーはハーゼに命じて愛犬ブロンディにカプセルを飲ませ、その死を確認した。
4月30日午前1時までに、ヒトラーがあてにしていたベルリン救援のためのドイツ軍部隊が、すべて包囲されるか守勢に立たされていることがOKW総長ヴィルヘルム・カイテル元帥によって報告された。4月30日の朝遅くには、赤軍が総統地下壕から500mも離れていない場所にまで迫り、ヒトラーはベルリン防衛軍司令官のヘルムート・ヴァイトリング大将と会談を持った。彼はベルリン防衛軍の弾薬がおそらく夜には尽きるであろうこと、ベルリンでの戦闘行為は24時間以内に停止せざるを得ないことをヒトラーに告げた。同時にヴァイトリングはヒトラーに脱出の許可を願い出た。彼は以前にも脱出許可を願い出て却下されていた。しかしヒトラーからの返答がなかったため、彼はベンドラーブロック（官庁街）にある本部に戻った。同日13時ごろ、ヴァイトリングは夜を待って脱出を試みることについてヒトラーからの許可を得た。

## 自殺

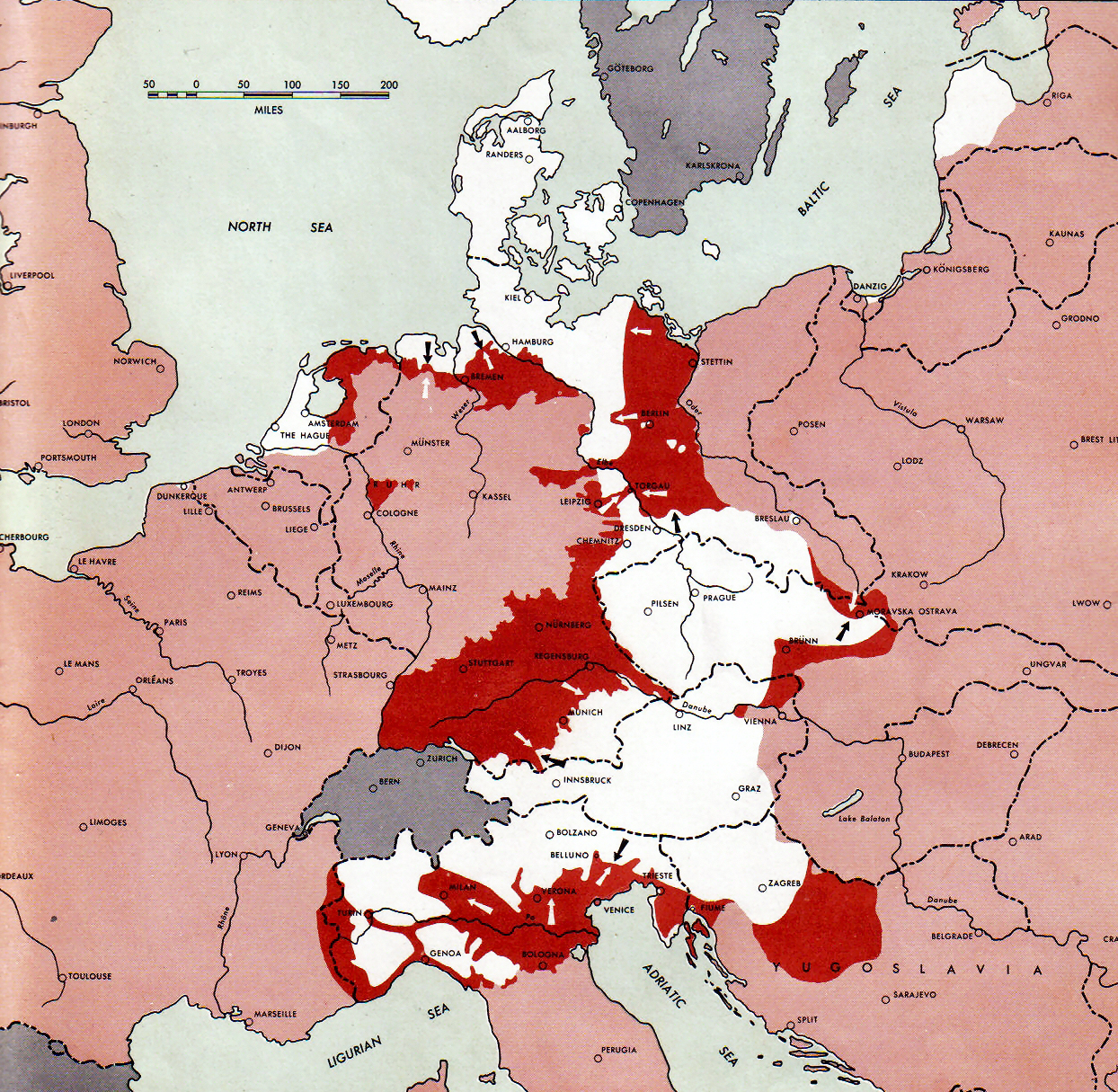
ヒトラーの死の時点におけるヨーロッパ戦線の状況。
白：ドイツの統制下
ピンク：連合国の統制下
赤：戦闘継続中
灰色：中立国

4月30日の昼、ヒトラーは秘書官ユンゲとゲルダ・クリスティアン、専属料理人のコンスタンツェ・マンツィアーリーの4人で最後の食事となる昼食をとった。献立は野菜のスープとマッシュポテトであったとも、ラビオリであったとも言われている。食事を終えたヒトラーとエヴァは、地下壕のスタッフや、ゲッベルス一家やマルティン・ボルマン一家、秘書官や国防軍の将校らに最後の別れを告げた。
14時30分ごろ、ヒトラーとエヴァは執務室の奥にある居間に入っていった。「15時30分ごろに大きな銃声を聞いた」と、複数の証人がのちに伝えている。
数分待って、ヒトラーの護衛係であった総統警護隊のハインツ・リンゲSS中佐が、ボルマンの立ち合いのもと居間のドアを開けた。すぐに焦げたアーモンドの匂いに気付いたと、リンゲはのちに証言している。これは青酸（シアン化水素水溶液）の一般的な特徴として知られている。ヒトラーの副官のオットー・ギュンシェSS少佐が居間に入り、ソファに腰かけた2人の死体を確認した。エヴァの死体はヒトラーの左手にあり、膝を胸に抱え込んだ姿勢で、彼から遠ざかるように倒れていた。ヒトラーの死体の状態についてギュンシェは「ぐったりと座っており、右のこめかみからは血が滴っていた。彼はワルサーPPK7.65で自らを撃ったのだ」と述べた。今日では、ヒトラーはまずシアン化物（青酸カリ）のカプセルを噛み砕き、すぐに右のこめかみをピストルで撃ったものと考えられている。
自殺に使われたピストルはヒトラーの足元に落ちていた。彼の頭から滴った血が、居間の床に血だまりをつくっていた。総統護衛部隊員のローフス・ミシュSS曹長によれば、ヒトラーの頭部は前方のテーブルの上に横たわっていたという。リンゲの証言では、エヴァの死体には外傷が見当たらず、その顔からはシアン化物を用いて服毒自殺したことが見て取れた。
ギュンシェが居間を出て、ヒトラーの死を地下壕に残る人々に発表した。その後すぐに、人々は煙草をふかし始めた（ヒトラーは生前喫煙を嫌悪し、許可しなかった）。ヒトラーの生前の指示に従い、2人の死体は地上階に運ばれ、地下壕の非常口を経て、総統官邸裏の中庭に開いた砲弾孔に降ろされたあと、燃やすためにガソリンを浴びせかけられた。ミッシュは、誰かが「早く上階へ急げ、彼らはボスを燃やしている」と叫んだのを聞いたと証言している。何度かガソリンへの点火に失敗したあと、リンゲはいったん地下壕に戻り、厚く巻かれた紙を持って帰ってきた。その後、ボルマンが紙に火をつけ、それを死体の上に投げた。燃え上がったヒトラーとエヴァの死体に向けて、地下壕出入り口のすぐ内側からボルマン、ギュンシェ、リンゲ、ゲッベルスのほか、ヒトラー専属運転手エーリヒ・ケンプカSS中佐、RSD刑事部長ペーター・ヘーグルSS中佐、総統護衛部隊員のエヴァルト・リンドロフSS大尉とハンス・ライザーSS中尉らがナチス式敬礼で送った。16時15分ごろ、リンゲはハインツ・クリューガーSS少尉とヴェルナー・シュヴィーデルSS曹長に、ヒトラーの居間の絨毯を巻き上げて燃やすよう命じた。シュヴィーデルは居間に入った瞬間、ソファのひじかけ付近に「大きな皿」ほどの大きさの血だまりがあるのが目に入ったとのちに語っている。シュヴィーデルは、空の薬莢がひとつ、絨毯の上にピストルから1ミリほど離れて落ちているのに気づき、かがんで薬莢を拾い上げた。2人は血痕のついた絨毯を回収すると、総統官邸の中庭まで運び、その場で燃やした。
その日の午後を通して、赤軍は断続的に総統官邸の付近を砲撃していた。ヒトラーらの遺体をさらに燃やすため、親衛隊員が追加のガソリン缶を運んできた。リンゲによれば、燃やしたのが屋外であったため、2人の亡骸を完全に燃やし尽くすことはできなかったとしている。遺体の焼却は16時から18時30分にかけて行われた。18時30分ごろ、リンドルフとライザーが燃え残った2人の亡骸を掩蔽した。

## 余波

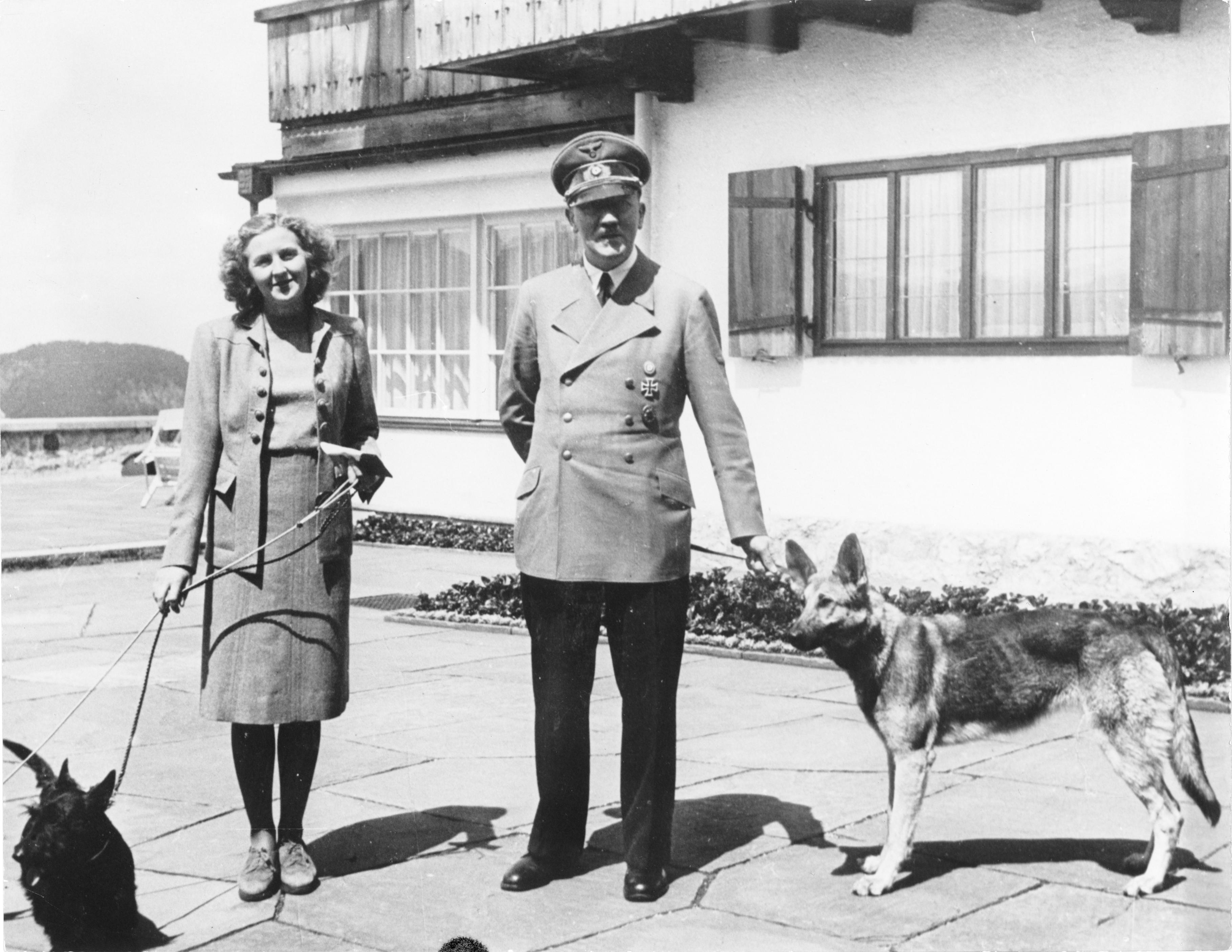
エヴァ・ブラウンとヒトラー、愛犬ブロンディ（1942年6月）

5月1日、ラジオ局「国家放送局ハンブルク（Reichssender Hamburg）」は通常の放送を中断し、ワーグナーの「ニーベルングの指輪」第四部「神々の黄昏」を流し、その合間にまもなく重大放送が発表されるとアナウンスした。その後、ブルックナーの「第七交響曲」が流されたあと、アナウンサーが総統大本営発表としてヒトラーが総統官邸で戦死し、遺言で後継者にカール・デーニッツ海軍元帥を指名したことを発表した。デーニッツはドイツ国民に総統の死を悼むよう要求し、ヒトラーは首都を防衛するため英雄的な死を遂げたと述べた 。この放送の際に、地下放送局のものと思われる「ウソだ」との声が一瞬割り込んでいる。デーニッツの演説が終わると、ドイツ国歌とナチス党歌「旗を高く掲げよ」が演奏され、その後にデーニッツによる「全軍に対する布告」が放送され、兵士が存在する限りボリシェヴィキとの戦闘を継続し、総統への忠誠は自分に引き継がれるとして、将兵の義務を果たすよう求め、義務を放棄するものは卑怯者であり、裏切り者であると呼びかけた。
この「全軍に対する布告」は、可能な限りの通信手段を用いて各部隊に伝達された。軍と国家を維持するため、デーニッツは西部での英米への部分降伏を画策し、東部のドイツ軍部隊を西方に移動した。この結果、約180万人ものドイツ軍将兵がソ連の捕虜になることを回避することができた。デーニッツの方策は一定の成功を収めたが、一方で戦闘は5月8日まで継続されることとなり、人的被害は拡大した。
死から約13時間が経過した5月1日の朝、スターリンはヒトラーの自殺を知った。5月1日午前4時、陸軍参謀総長ハンス・クレープス大将が、条件つき降伏を模索するために第8親衛軍司令官ワシーリー・チュイコフ大将と会っており、その際にヒトラー死亡の報を伝えた。スターリンはドイツの無条件降伏を要求し、さらにヒトラーが死亡したことを確認するよう求めた。スターリンは赤軍の防諜部隊スメルシに、ヒトラーの死体を発見するよう命じた 。5月2日の早朝、赤軍は総統官邸を制圧した。官邸地下の総統地下壕では、クレープス大将とヴィルヘルム・ブルクドルフ大将が頭部を撃ち抜いて自殺した。同日、スメルシの指揮官イワン・クリメンコがヒトラーの死体の捜索を始め、午後5時、ゲッベルス夫妻の焼け焦げた死体を見つけた。
5月4日、クリメンコは、ヒトラーとエヴァ、そして犬2匹（ブロンディとその子ヴルフと考えられている）のひどく焼けた死体を発見した。ヒトラーらの遺骸は砲弾クレーターに埋もれており、翌日に掘り起こされた。スターリンはヒトラーの死を確信するのに慎重を期しており、その情報を公に発表することを禁じた。1945年5月11日までに、ヒトラーの歯科医フーゴ・ブラシュケ、歯科助手のケーテ・ホイザーマン、歯科技師のフリッツ・エヒトマンらにより、クレーターから回収された歯の残骸がヒトラーとエヴァのものであることが確認され、回収された下顎（歯の治療跡があった）が、ヒトラーのものであることが証明された。公式な検死報告書には、銃弾によるヒトラーの頭蓋骨の損傷、口腔内のガラス破片の両方について記録されており、スターリン自身が1945年に認可したが、彼は大敵の死を容易には信じようとしなかった。その後、ヒトラーとエヴァの遺骸は、スメルシによって埋めたり掘り出されたりを繰り返した。ヒトラーらの遺骸は当初、1945年6月上旬にベルリン西方の森に墓標なしで埋められたが、その後再び掘り出され、最初の埋葬から8か月後、マクデブルクの赤軍駐屯地に秘密裏に埋葬された。

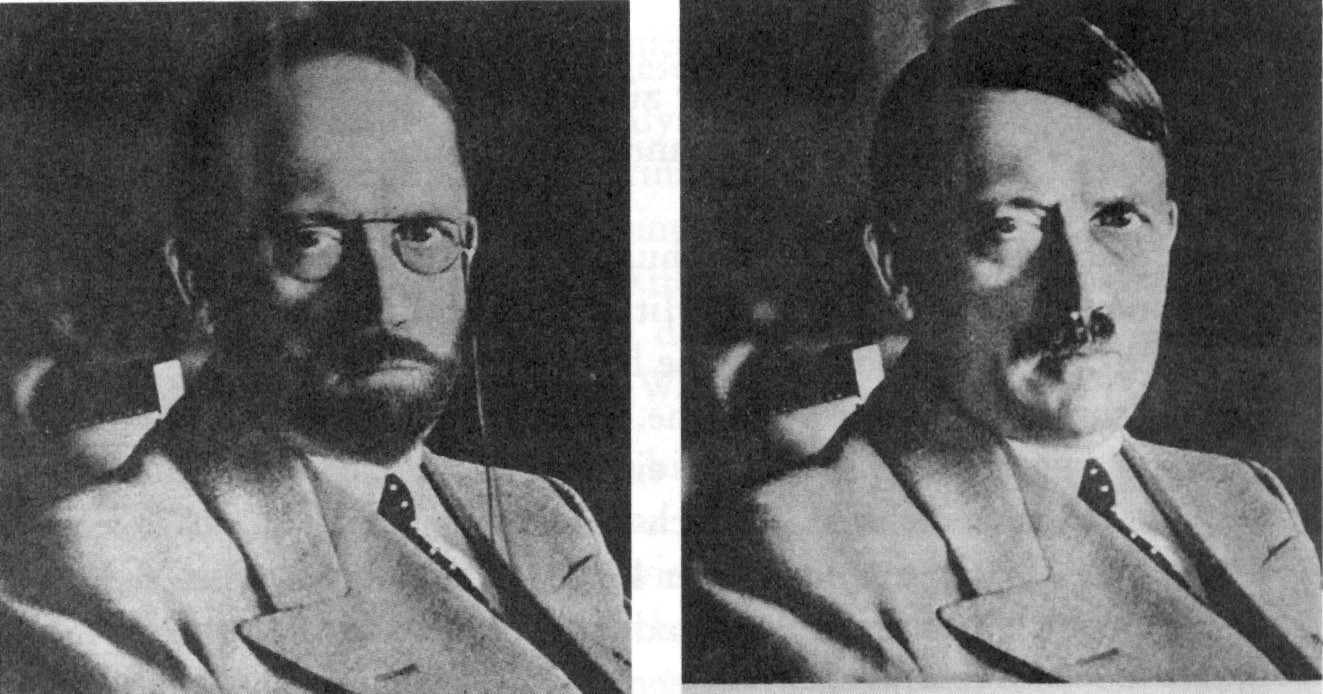
変装して逃走するヒトラーの想像図（アメリカのシークレットサービスが1944年に作成し、1945年にドイツ全土で貼り出された）

政治的意図から、ソ連はヒトラーの最期について諸説を発表した。1945年以降の数年間、ソ連はヒトラーが逃走して生存しており、西側諸国によって保護されていると主張していた 。このようなソ連の策略により、西側関係者の間にもヒトラーの生死について一時的混乱がもたらされた。ニュルンベルク裁判におけるアメリカの検事トーマス・J・ドッドは、「ヒトラーが死んだと言い切ることは誰にもできない」と述べた。ポツダム会談中の1945年8月、アメリカ大統領ハリー・S・トルーマンはスターリンに「本当にヒトラーは死んだのか」と質問したが、彼はぶっきらぼうに「ノー」とだけ返答した。1945年11月、ベルリンのイギリス占領地区における防諜部門のトップであったディック・ホワイトは、部下のヒュー・トレヴァー＝ローパーにヒトラーの死についての調査を行うよう命令し、ソ連の主張への反証を試みた。彼による調査の成果は、1947年に本として出版された。

## 日本の反応
ヒトラーの死と後継のデーニッツ政権による連合国との停戦交渉を知った日本政府は、外務大臣の東郷茂徳を通じて「ドイツは三国同盟に違反した」という声明を発表したが、ヒトラーの訃報に対しては慣例である弔意表明や半旗の掲揚などを行わなかった。このことについて、駐日ドイツ大使館員であったエルヴィン・ヴィッケルトは「日本がかつての同盟国に対して抱く軽蔑の念が表れていた」と述懐している。『朝日新聞』は訃報に「ヒ総統薨去」の見出しを用い、外務省政務局の「世界情勢ノ動向」においても「『ヒットラー』総統薨去」の表現を用いている。
デーニッツの政権で外務大臣に任命されたフォン・クロージク伯爵は、駐日ドイツ大使館に対して、ドイツ政府が同盟国としての義務を果たせなくなったのが残念であること、連合国と停戦に向けて交渉を行うことを余儀なくされていることを日本政府に外交文書で伝えるよう電報で依頼したが、東郷外相はこの文書の受け取りを拒否した。
ドイツが降伏文書に調印した5月9日、東京の駐日ドイツ大使館はヒトラーの追悼式を行ったが、日本政府は外務省の儀典課長代理を出席させるに留めた。ドイツの降伏後、外務省は駐日ドイツ大使館のすべての活動を禁止している。

## 遺骨
1970年には、スメルシの施設は KGBのコントロール下、東ドイツ政府に移譲される予定だった。ヒトラーの埋葬場所がネオナチの聖地になることを恐れ、KGB議長のユーリ・アンドロポフは部隊に遺骸を破壊する許可を与えた。ソビエトのKGBチームは詳細な埋葬場所を指示され、1970年4月4日秘かに10体の遺骸を掘り出し完全に焼却して灰をエルベ川に散骨した。
この1年前の1969年にソビエトのジャーナリスト、レヴ・ベジメンスキー（Lev Bezymensky）が、スメルシの検視レポートに基づき西側で本を出版した。しかし初期の情報攪乱のため、歴史家はその情報の信頼性に疑いを持つ場合がある。
しかしソビエト連邦の崩壊後の1993年に、KGB（FSB）が、KGBの元メンバーによる公的検死記録その他の報告書を公表した。これらにより歴史家は、ヒトラーとエヴァの死体のその後について見解の一致に達した。また、これによりトレヴァー＝ローパーの1947年の著書『The Last Days of Hitler』で示されたヒトラーの死についての見解が裏付けられた。
1993年にロシア政府は、ヒトラーの下頤骨と銃弾の痕のある頭骨の一部を、モスクワにあるロシア連邦保安庁（FSB）の公文書館が保管していることを発表した。当時、アメリカ・コネチカット大学のチームがロシア政府の許可を受けて頭骨のDNA鑑定を実施したところ、この頭骨は女性のものであるとの結果が出たという。
2000年4月26日、モスクワ市内のロシア国立公文書館でヒトラーの頭骨の一部が報道陣に初公開された。遺骨の公開展示を企画した責任者であるFSBのニコライ・ミハンキン大佐はインターファックス通信とのインタビューで「ヒトラーの遺骨は二度とロシアから出ることはないだろう。我々は常にそれを監視している。」と語っている。
2018年、フランス人法医学者のフィリップ・シャルリエがロシアの連邦保安局と国立公文書館の許可を受け、保管されていたヒトラーの遺骨の調査を開始した（遺骨調査の許可は1946年以来とされている）。公文書館にある頭蓋骨はケースに入っており触れることさえできなかったが、ロシアKSBに保管されていた義歯の断片については詳細な調査が許された。ヒトラーの生前に撮影されていたレントゲン写真と照合したところ、義歯の形状が一致した。彼の骨格や歯の状態に合わせたオーダーメイドであり、別人のものとは考えがたい。また、表面の傷や付着した歯石は実際に使用されていたことを示しており、模造品とも考えがたい。偶然落ちた破片を持ち帰って付着物の組成を分析したところ、レタスの繊維などが見つかり、これも菜食主義者であったヒトラーの食生活と合致する。以上のことから、この義歯は本物と断定された。そのうえで、頭蓋骨に残された弾痕、虫歯についた青みがかった付着物から、銃で頭を撃ち抜く行為も青酸カリを服用する行為も両方行われたのであろうと結論づけている。

## 戯曲化
- 『アドルフ・ヒトラーの死』 - 1973年、イギリスで制作されたテレビ映画。総統地下壕を舞台に、ヒトラーの人生最期の10日間を描く。タイトルロールを演じたフランク・フィンレーが、BAFTAの最優秀男優賞を受賞した。不正確な映画だという批評もある。
- 『アドルフ・ヒットラー 最後の10日間』 - 1973年に上映された、エンニオ・デ・コンチーニ監督、アレック・ギネス主演による映画。アドルフ・ヒトラーの死に先立つ数日間を題材とする。不正確な点が多いという批判がある。
- 『地下壕』 - 1981年作製のテレビ映画。監督はジョージ・シェーファー。原作はジェイムス・オドネル著の『地下壕』（1978年）で、戦争の最後の数か月と、総統地下壕での1945年1月17日から5月2日を描く。アンソニー・ホプキンスがヒトラーに扮してエミー賞を受賞した。
- アドルフに告ぐ - 1983年から発表された手塚治虫の漫画作品。マルティン・ボルマンの指示によりアセチレン・ランプにアドルフ・ヒトラーが射殺されて自殺に見せかけられた。
- 『ヒトラー ～最期の12日間～』 - 2004年公開のドイツ映画。広く総統地下壕内外と、アドルフ・ヒトラーと第三帝国の最後の数日を描く。オリヴァー・ヒルシュビーゲル監督は、実際の風景や雰囲気を正確に再現するため、目撃者の口述、生存者のさまざまな回顧録、その他に広く当たった。ヒトラーの秘書官だったトラウデル・ユンゲへのインタビューも行っている。